# 不交集
在數學裡，若兩個集合沒有共同的元素，稱為不交（disjoint）。例如{\displaystyle \{1,2,3\}}和{\displaystyle \{4,5,6\}}為不交集（disjoint sets）。

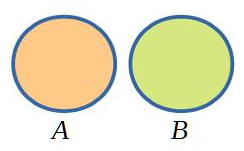
兩個互不相交的集合（disjoint sets）。

## 解釋
從定義說，兩個集合{\displaystyle A}和{\displaystyle B}為不交，若其交集為空集，即
{\displaystyle A\cap B=\varnothing }
此一定義可推廣至集族上。若然一個集族裡的任意兩個相異集合均為不交，則稱之為兩兩不交。
形式上，設{\displaystyle I}為索引集，且對{\displaystyle I}內的任一元素{\displaystyle i}，設{\displaystyle A_{i}}為一集合。然後{\displaystyle \{A_{i}:i\in I\}}為兩兩不交，當對任何於{\displaystyle I}內的{\displaystyle i}和{\displaystyle j}且{\displaystyle i\neq j}，有
{\displaystyle A_{i}\cap A_{j}=\varnothing }
舉例來說，{\displaystyle \{\{1\},\{2\},\{3\},\dots \}\}}便為兩兩不交。若{\displaystyle \{A_{i}\}}為兩兩不交，則{\displaystyle \{A_{i}\}}中各集合的交集為空集：
{\displaystyle \bigcap _{i\in I}A_{i}=\varnothing }
相反則不必為真：{\displaystyle \{\{1,2\},\{2,3\},\{3,1\}\}}內各集合的交集為空集，但非兩兩不交。事實上，其內的集合甚至沒有兩個是不交集。
集合划分{\displaystyle X}是由一群兩兩不交的非空集合{\displaystyle \{A_{i}:i\in I\}}組成的集族。
{\displaystyle \bigcup _{i\in I}A_{i}=X}

## 另見
- 幾乎不交集
- 不交併
- 不交集資料結構